# ルートヴィヒ2世 (ヘッセン大公)
ルートヴィヒ2世（Ludwig II., 1777年12月26日 - 1848年6月16日）は、ヘッセン大公国の第2代大公（在位：1830年 - 1848年）。ルートヴィヒ1世とその妃であったルイーゼ・ヘンリエッテ・カロリーネ（1761年 - 1829年、ヘッセン＝ダルムシュタット方伯ルートヴィヒ8世の息子ゲオルク・ヴィルヘルムの娘）の息子。

## 生涯
1777年12月26日、ダルムシュタットで生まれる。
1804年6月19日にヴィルヘルミーネ・ルイーゼ（1788年 - 1836年、バーデン大公カール・フリードリヒの長男カール・ルートヴィヒの娘）と結婚し、彼女との間に以下の5子をもうけた（ただし後2者は大公妃とその愛人との子供の可能性があるとされる）。
- ルートヴィヒ3世（1806年 - 1877年） - ヘッセン大公
- カール（1809年 - 1877年）
- エリーザベト（1821年 - 1826年）
- アレクサンダー（1823年 - 1888年）
- マリー（1824年 - 1880年） - ロシア皇帝アレクサンドル2世妃

ルートヴィヒ2世は1848年6月16日にダルムシュタットで死去し、長男のルートヴィヒ3世が大公位を嗣いだ。